# Izbiceni
Izbiceni é uma comuna romena localizada no distrito de Olt, na região de Oltênia. A comuna possui uma área de 51.41 km² e sua população era de 4981 habitantes segundo o censo de 2007.